# 強正則圖

13 階的圖佩利圖是一個強正則圖，其參數為 (13,6,2,3)。

圖論中，強正則圖（英語：strongly regular graph，SRG）是一個正則圖 {\displaystyle G=(V,E)}，有 {\displaystyle v} 個頂點和 {\displaystyle k} 度，並且滿足以下條件：對於給定的整數 {\displaystyle \lambda ,\mu \geq 0}，
- 任意兩個相鄰頂點都有 {\displaystyle \lambda } 個共同鄰居
- 任意兩個不相鄰頂點都有 {\displaystyle \mu } 個共同鄰居

這樣的強正則圖通常記作 {\displaystyle {\text{srg}}(v,k,\lambda ,\mu )}。它的補圖也是一個強正則圖，記作 {\displaystyle {\text{srg}}(v,v-k-1,v-2-2k+\mu ,v-2k+\lambda )}。
當 {\displaystyle \mu } 不為零時，強正則圖是一種直徑為 2 的距離正則圖。當 {\displaystyle \lambda =1} 時，它是一個局部線性圖。